# Semafory w Norwegii
Semafory w Norwegii – system znaków i sygnałów używanych przez kolej w Norwegii jest regulowany przez regulamin wydany 4 grudnia 2001.
Pierwszy norweski system semaforów powstał w Drammen w 1893. System ten wykorzystywał wyłącznie semafory kształtowe (mechaniczne). Pierwsze semafory świetlne zostały zbudowane w 1924 roku przez AEG. Obecnie w Norwegii stosuje się wyłącznie semafory świetlne.

## Metody podawania znaków i sygnałów
Znaki i sygnały są podawane następującymi metodami:
- Flagi sygnałowe
- Lampy ręczne
- Gwizdki sygnałowe
- Ruchy ramion sygnalistów
- Ustalone sygnały świetlne
- Ustalone sygnały dźwiękowe
- Sygnały dźwiękowe i akustyczne lokomotyw

## Podstawowe znaczenie kolorów w  sygnałach
- Czerwony – stop
- Fiolet – zatrzymanie, a później jazda z minimalną prędkością
- Żółty – uwaga
- Zielony – zezwolenie na jazdę
- Biały – droga wolna

## Semafory świetlne
W normalnych warunkach na semaforze pali się jedna lampa:

### Znaki podstawowe
| Sygnał | Sygnał                       | Znaczenie                                | Przeznaczenie   |
| ------ | ---------------------------- | ---------------------------------------- | --------------- |
|        | Sygnał 20A – Stop – migający | Nakaz zatrzymania się przed semaforem    | Blokada liniowa |
|        | Sygnał 20B – Stop            | Nakaz zatrzymania się przed semaforem    | pozostałe       |
|        | Sygnał 21 – Droga wolna      | Droga wolna zmiana kierunku na zwrotnicy |                 |
|        | Sygnał 22 – Droga wolna      | Droga wolna                              |                 |

### Sygnał następnego semafora
Semafory pokazujące sygnał następnego semafora są dwukomorowe i pokazują światła migające.
| Sygnał | Nazwa                               | Znaczenie                                                               |
| ------ | ----------------------------------- | ----------------------------------------------------------------------- |
|        | Sygnał 23 – Spodziewany stop        | Na następnym semaforze podstawowym wyświetlany jest sygnał 20A lub 20B. |
|        | Sygnał 24 – Spodziewana droga wolna | Na następnym semaforze podstawowym wyświetlany jest sygnał 21.          |
|        | Sygnał 25 – Spodziewana droga wolna | Na następnym semaforze podstawowym wyświetlany jest sygnał 22.          |

## System ostrzegawczy
Norwegia używa systemu ostrzegawczego Ericsson ATP, używanego również przez kolej podmiejską w Perth w Australii.